# Bílá Bystřice
Bílá Bystřice je horský potok v Krušných horách, pravostranný přítok Bystřice v okrese Karlovy Vary v Karlovarském kraji. Délka jejího toku měří 8,8 km. Plocha povodí činí 18,8 km².

## Průběh toku
Potok pramení jižně od zaniklé hornické osady Bludná a teče jihozápadním směrem. U levého břehu potoka se nachází Červená jáma, propadlina po historické těžbě cínové a železné rudy. 
Pod strmým svahem Smrčiny (1000 m) pokračuje k severnímu okraji Perninku, kterým protéká od severu k jihu. Za obcí se směr toku otáčí na jihovýchod. Ještě než dosáhne severního okraje Pstruží odbočuje z toku umělý vodní náhon zbudovaný roku 1880. Sloužil pro mlýn a elektrárnu továrny – papírny, založené roku 1847. Papírna fungovala až do roku 1972. Náhon je technickým dílem, který přiváděl vodu jak z Bílé Bystřice, tak i Červené Bystřice, přitékající od Abertam.
Pod bývalou papírnou se potok vlévá zprava do Bystřice.